# Chrosiothes portalensis
Chrosiothes portalensis là một loài nhện trong họ Theridiidae.
Loài này thuộc chi Chrosiothes. Chrosiothes portalensis được Herbert Walter Levi miêu tả năm 1964.